# Beatrice Merlo
Beatrice Merlo (Milano, 23 febbraio 1999) è una calciatrice italiana, difensore dell'Inter.

## Carriera

### Club
Beatrice Merlo inizia a giocare a calcio all'età di quattro anni, assieme al fratello Mattia, per la squadra maschile del Parma calcio a Milano. Nei primi anni gioca come difensore centrale. Nel 2006 approda alla Masseroni Marchese, dove inizia ad essere impiegata come terzino.
Dopo quattro stagioni entra a far parte del settore giovanile dell'Inter Milano. Con le nerazzurre approda in Prima Squadra nella stagione 2013-2014, facendo il suo debutto in Serie A il 30 novembre 2013, contro la Riviera di Romagna. Il 1º marzo 2014 segna anche il suo primo gol nel massimo campionato, nel match di ritorno contro il Brescia. Nelle seguenti stagioni, dal 2014 al 2018, la squadra milita in Serie B.
Alla fine del 2018 l'Inter rileva il titolo sportivo della squadra, trasformandola nella Prima Squadra Femminile del club. Merlo prosegue quindi la propria stagione nel nuovo club nerazzurro, con il quale ritorna a giocare in Serie A.

### Nazionale
Con le Azzurrine dell'Under-17 ha conquistato il terzo posto nel Campionato europeo di categoria 2014 ed il terzo posto nel Mondiale della Costa Rica, mentre con l'Under-19 ha partecipato alla fase finale dell'Europeo di Irlanda del Nord 2017.
Merlo ha fatto il suo esordio nella nazionale maggiore, allenata da Milena Bertolini il 14 giugno 2021 in occasione di un'amichevole contro l'Austria, vinta per 3-2, scendendo in campo a metà del secondo tempo.
Il 21 febbraio 2025, torna a disputare un incontro in maglia azzurra a più di due anni dall'ultima volta, contribuendo al successo per 1-0 sul Galles in Women's Nations League.

## Statistiche

### Presenze e reti nei club
Statistiche aggiornate al 10 maggio 2025.
| Stagione            | Squadra             | Campionato          | Campionato | Campionato | Coppe nazionali | Coppe nazionali | Coppe nazionali | Coppe continentali | Coppe continentali | Coppe continentali | Altre coppe | Altre coppe | Altre coppe | Totale | Totale |
| Stagione            | Squadra             | Comp                | Pres       | Reti       | Comp            | Pres            | Reti            | Comp               | Pres               | Reti               | Comp        | Pres        | Reti        | Pres   | Reti   |
| ------------------- | ------------------- | ------------------- | ---------- | ---------- | --------------- | --------------- | --------------- | ------------------ | ------------------ | ------------------ | ----------- | ----------- | ----------- | ------ | ------ |
| 2014-2015           | Inter Milano        | B                   | 16         | 2          | CI              | ?               | 0               | -                  | -                  | -                  | -           | -           | -           | 16+    | 2      |
| 2015-2016           | Inter Milano        | B                   | 18         | 5          | CI              | ?               | 1               | -                  | -                  | -                  | -           | -           | -           | 18+    | 6      |
| 2016-2017           | Inter Milano        | B                   | ?          | ?          | CI              | ?               | 1               | -                  | -                  | -                  | -           | -           | -           | ?      | 1+     |
| 2017-2018           | Inter Milano        | B                   | ?          | ?          | CI              | ?               | 1               | -                  | -                  | -                  | -           | -           | -           | ?      | 1+     |
| Totale Inter Milano | Totale Inter Milano | Totale Inter Milano | 87         | 15         | -               | ?               | 3               | -                  | -                  | -                  | -           | -           | -           | 87+    | 18     |
| 2018-2019           | Inter               | B                   | 22         | 4          | CI              | 3               | 0               | -                  | -                  | -                  | -           | -           | -           | 25     | 4      |
| 2019-2020           | Inter               | A                   | 15         | 2          | CI              | 1               | 0               | -                  | -                  | -                  | -           | -           | -           | 16     | 2      |
| 2020-2021           | Inter               | A                   | 22         | 0          | CI              | 5               | 0               | -                  | -                  | -                  | -           | -           | -           | 27     | 0      |
| 2021-2022           | Inter               | A                   | 20         | 0          | CI              | 3               | 0               | -                  | -                  | -                  | -           | -           | -           | 23     | 0      |
| 2022-2023           | Inter               | A                   | 21         | 0          | CI              | 6               | 1               | -                  | -                  | -                  | -           | -           | -           | 27     | 1      |
| 2023-2024           | Inter               | A                   | 11         | 0          | CI              | 3               | 0               | -                  | -                  | -                  | -           | -           | -           | 14     | 0      |
| 2024-2025           | Inter               | A                   | 25         | 2          | CI              | 1               | 0               | -                  | -                  | -                  | -           | -           | -           | 26     | 2      |
| Totale Inter        | Totale Inter        | Totale Inter        | 136        | 8          | -               | 22              | 1               | -                  | -                  | -                  | -           | -           | -           | 158    | 9      |
| Totale carriera     | Totale carriera     | Totale carriera     | 222        | 22         | -               | 22+             | 4               | -                  | -                  | -                  | -           | -           | -           | 245+   | 27     |

### Cronologia presenze e reti in nazionale
| Cronologia completa delle presenze e delle reti in nazionale ― Italia | Cronologia completa delle presenze e delle reti in nazionale ― Italia | Cronologia completa delle presenze e delle reti in nazionale ― Italia | Cronologia completa delle presenze e delle reti in nazionale ― Italia | Cronologia completa delle presenze e delle reti in nazionale ― Italia | Cronologia completa delle presenze e delle reti in nazionale ― Italia | Cronologia completa delle presenze e delle reti in nazionale ― Italia | Cronologia completa delle presenze e delle reti in nazionale ― Italia |
| Data                                                                  | Città                                                                 | In casa                                                               | Risultato                                                             | Ospiti                                                                | Competizione                                                          | Reti                                                                  | Note                                                                  |
| --------------------------------------------------------------------- | --------------------------------------------------------------------- | --------------------------------------------------------------------- | --------------------------------------------------------------------- | --------------------------------------------------------------------- | --------------------------------------------------------------------- | --------------------------------------------------------------------- | --------------------------------------------------------------------- |
| 10-4-2021                                                             | Firenze                                                               | Italia                                                                | 1 – 0                                                                 | Islanda                                                               | Amichevole                                                            | -                                                                     | 70’                                                                   |
| 14-6-2021                                                             | Wiener Neustadt                                                       | Austria                                                               | 2 – 3                                                                 | Italia                                                                | Amichevole                                                            | -                                                                     | 70’                                                                   |
| 15-11-2022                                                            | Belfast                                                               | Irlanda del Nord                                                      | 1 – 0                                                                 | Italia                                                                | Amichevole                                                            | -                                                                     | 46’                                                                   |
| 21-2-2025                                                             | Monza                                                                 | Italia                                                                | 1 – 0                                                                 | Galles                                                                | UEFA Women's Nations League 2025 - Fase a gironi                      | -                                                                     | 78’                                                                   |
| Totale                                                                |                                                                       | Presenze                                                              | 4                                                                     |                                                                       | Reti                                                                  | 0                                                                     |                                                                       |

## Palmarès

### Club
- Campionato italiano di Serie B: 1

Inter: 2018-2019